# Spray (voilier)
 (novembre 2024).
Si vous disposez d'ouvrages ou d'articles de référence ou si vous connaissez des sites web de qualité traitant du thème abordé ici, merci de compléter l'article en donnant les références utiles à sa vérifiabilité et en les liant à la section « Notes et références ».
Pour les articles homonymes, voir Spray (homonymie).
Le Spray est le nom du voilier sur lequel Joshua Slocum accomplit son tour du monde en solitaire qui l'a rendu célèbre.
Le Spray est un ancien bateau de pêche aux huîtres du Massachusetts, gréé en cotre et construit une centaine d'années auparavant. Slocum le reconstruisit en modifiant légèrement sa structure afin de le rendre apte à la navigation hauturière, notamment en augmentant le franc-bord et sa tonture.
Il mesurait 11,20 m de long, 9,80 m de longueur à la flottaison, 4,32 m de large, 1,35 m de tirant d'eau ; sa jauge brute était de 12,71 tonneaux (environ 18 tonnes) pour une surface de voilure de 94 m2. Sa coque a une forme typique de l'Est américain assez conventionnelle à l'époque, avec une grande stabilité de forme (maître bau très large, tirant d'eau peu important), quille longue et safran au tableau arrière. En revanche, les élancements sont réduits afin de mieux supporter le mauvais temps.
À l'origine gréé en cotre aurique (avec une grand-voile, un foc et une trinquette), Slocum le modifia au cours de son voyage lors de son escale en baie de Rio afin d’affronter les eaux tumultueuses de Patagonie, en lui ajoutant un mât de tapecul et la voile correspondante, changeant le Spray en yawl ; il pouvait également établir un clinfoc en fixant un tangon le long du beaupré.
Le Spray a acquis une solide réputation grâce à son tour du monde légendaire ; les formes ont inspiré d'autres navigateurs lors de la construction de leurs voiliers. Cependant, le récit de Slocum est empreint d'une grande modestie qui ne laisse pas transparaître toute son habileté à la manœuvre, et il est ainsi probable que ce ne soit pas tant le bateau que le navigateur qui soit à copier. Parmi les qualités que l'on peut reconnaître au Spray figure sa stabilité de route : il a ainsi parcouru le chemin de l'île Thursday aux îles Cocos, soit 2 700 milles, avec la barre amarrée pendant les 23 jours de la traversée. Slocum attribue cette performance au « pilote de La Pinta », marin de Christophe Colomb, qu'il imagine en rêve tenir la barre de son voilier.
Slocum et le Spray ont disparu en mer et n'ont jamais été retrouvés après avoir quitté Vineyard Haven dans le Massachusetts le 14 novembre 1909, à destination des sources du fleuve Orénoque au Venezuela.
Diverses répliques du Spray plus ou moins fidèles au plan original ont été construites, tant en bois qu'en acier, mais leur diffusion est restreinte notamment à cause des piètres performances aux allures du près (pour « remonter » le vent) du fait de la quasi absence de surfaces anti-dérive.